# Aeroportul Lincang
Aeroportul Lincang (IATA: LNJ, ICAO: ZPLC) este un aeroport din Yunnan, Republica Populară Chineză ce deservește zona Lincang⁠(d). Aeroportul a fost tranzitat în 2022 de 110.569 de pasageri. A fost numit după zona deservită.
Aeroportul dispune de o singură pistă.